# Spanning Tree Protocol
 Spanning Tree Protocol  (referido com o acrónimo STP) é um protocolo para equipamentos de rede que permite resolver problemas de loop em redes comutadas cuja topologia introduza anéis nas ligações, auxiliando na melhor performance da rede.
O protocolo STP possibilita a inclusão de ligações redundantes entre os computadores, provendo caminhos alternativos no caso de falha de uma dessas ligações. Nesse contexto, ele serve para evitar a formação de loops entre os comutadores e permitir a ativação e desativação automática dos caminhos alternativos.
Para isso, o algoritmo de Spanning Tree determina qual é o caminho mais eficiente (de menor custo) entre cada segmento separado por bridges ou switches. Caso ocorra um problema nesse caminho, o algoritmo irá recalcular, entre os existentes, o novo caminho mais eficiente, habilitando-o automaticamente. O nome deriva do algoritmo spanning tree em teoria dos grafos e o protocolo é baseado em um algoritmo criado por Radia Perlman.
Em 2012 IEEE 802.1aq foi aprovado como um padrão para substituir 802.1d mais velho, 802.1w e protocolos 802.1s.

## O que o Spanning tree IEEE 802.1d faz
O algoritmo spanning tree coloca cada porta de bridge/switch no estado forwarding ou no estado blocking. Considera-se que todas as portas no estado forwarding em um dado momento estão na spanning tree ativa. O conjunto de portas no estado forwarding cria um único caminho pelo qual os quadros são enviados entre os segmentos.

## Bridge Protocol Data Units (BPDUs)
Para viabilizar o cálculo do caminho de menor custo, é necessário que cada comutador tenha conhecimento de toda a topologia da rede. A disponibilidade dessas informações é assegurada pela troca de quadros especiais chamados BPDUs - Bridge l Data Units - entre os comutadores .
Os BPDUs são frames enviados para troca de informações tais como o bridge ID e o custo de caminho de um nó para a raíz.
A bridge o frame BPDU utilizando o endereço único MAC unicast da porta como endereço de origem, e o endereço de destino é o endereço MAC multicast da Spanning Tree.
Existem três tipos de BPDUs:
- Configuration BPDU (CBPDU) - Cálculo da Spanning Tree.
- Topology Change Notification (TCN) BPDU - Usado para notificar mudanças na topologia da rede.
- Topology Change Notification Acknowledgment (TCA)

## Estado das portas usando STP em um switch
Bloqueio - Apenas recebendo BPDUs.
Escuta - O switch processa BPDUs e espera por possíveis novas informações que podem fazê-lo voltar ao estado de Bloqueio.
Aprendizado - Quando a porta ainda está "aprendendo" e montando sua tabela de endereços de origem dos frames recebidos.
Encaminhamento - A porta envia e recebe dados. Operação normal. O STP continua monitorando por BPDUs que podem indicar que a porta deve retornar ao estado de bloqueio prevenindo um loop.
Desativado - Não está utilizando STP. O administrador de redes pode desabilitar a porta manualmente.